# Pituna xinguensis
Pituna xinguensis är en fiskart som beskrevs av Costa och Nielsen 2007. Pituna xinguensis ingår i släktet Pituna och familjen Rivulidae. Inga underarter finns listade i Catalogue of Life.